# Smældere
Smældere (Elateridae) er en familie af biller. De er bladædende natdyr. Der findes ca. 10.000 arter smældere på verdensplan.

## Klassifikation
| - Actenicerus - Adrastus - Aeolus - Kornsmældere Agriotes - Agrypnus - Alaus - Skovsmældere Ampedus - Anchastus - Anostirus - Aplotarsus - Busksmældere Athous - Berninelsonius - Betarmon - Brachygonus - Brachylacon - Calambus - Hjertesmælder Cardiophorus - Chalcolepidus - Græssmældere Cidnopus - Conoderus - Crepidophorus - Ctenicera - Dacnitus - Dalopius - Danosoma - Sirsmældere Denticollis | - Diacanthous - Dicronychus - Dima - Drasterius - Eanus - Ectamenogonus - Ectinus - Elater - Eopenthes - Fleutiauxellus - Hemicrepidius - Horistonotus - Hypnoidus - Hypoganus - Hypolithus - Idolus - Ischnodes - Itodacne - Lacon - Limoniscus - Limonius - Liotrichus - Megapenthes - Sortsmældere Melanotus - Melanoxanthus - Metanomus | - Negastrius - Neopristilophus - Nothodes - Oedostethus - Orithales - Paracardiophorus - Paraphotistus - Peripontius - Pheletes - Pityobius - Podeonius - Porthmidius - Procraerus - Prodrasterius - Prosternon - Pseudanostirus - Pyrophorus - Quasimus - Reitterelater - Selatosomus - Sericus - Simodactylus - Stenagostus - Synaptus - Zorochros |